# Le Voleur de chevaux
Pour plus de détails, voir Fiche technique et Distribution.
Le Voleur de chevaux (Dao ma zei) est un film chinois réalisé par Tian Zhuangzhuang, sorti en 1986. Comme nombre des premiers films de Tian, il concerne l'une des minorités ethniques en Chine, ici les Tibétains.

## Synopsis
Les panoramas du Tibet servent de toile de fond au film. 
Le personnage principal, un berger tibétain du nom de Norbu, est un homme très pieux. Toutefois, pour nourrir sa famille, il est amené à voler des chevaux à des religieux, ce qui lui vaut d'être condamné. Il est libéré après une longue incarcération, alors que sa famille meurt presque de faim. Exclus de leur clan, ils errent dans la campagne à la recherche d'un travail honnête, mais ne peuvent survivre que lorsque le père se remet à voler,.

## Fiche technique
- Titre : Le Voleur de chevaux
- Titre original : Dao ma zei
- Réalisation : Tian Zhuangzhuang
- Scénario : Zhang Rui
- Pays d'origine : Chine
- Format : Couleurs - 2,35:1 - Mono - 35 mm
- Genre : Drame
- Durée : 88 minutes
- Date de sortie : 1986

## Distribution
- Daiba : grand-mère
- Jiji Dan : Dolma, femme
- Drashi : grand-père
- Gaoba : Nowre
- Jamco Jayang : Tashi, fils
- Rigzin Tseshang : Norbu

## Prix
- 1988 	: Festival international de films de Fribourg, prix d'aide à la distribution.